# Scaevola collina
Scaevola collina är en tvåhjärtbladig växtart som beskrevs av John McConnell Black och E. L. Robertson. Scaevola collina ingår i släktet Scaevola och familjen Goodeniaceae. Inga underarter finns listade i Catalogue of Life.